# G8-Gipfel in Tōyako 2008

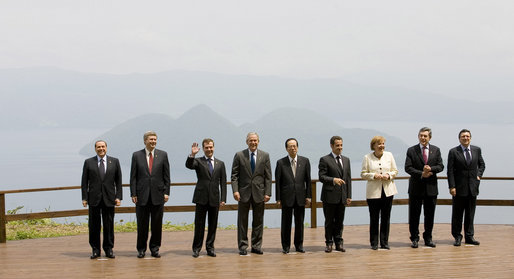
„Familienfoto“ der G8

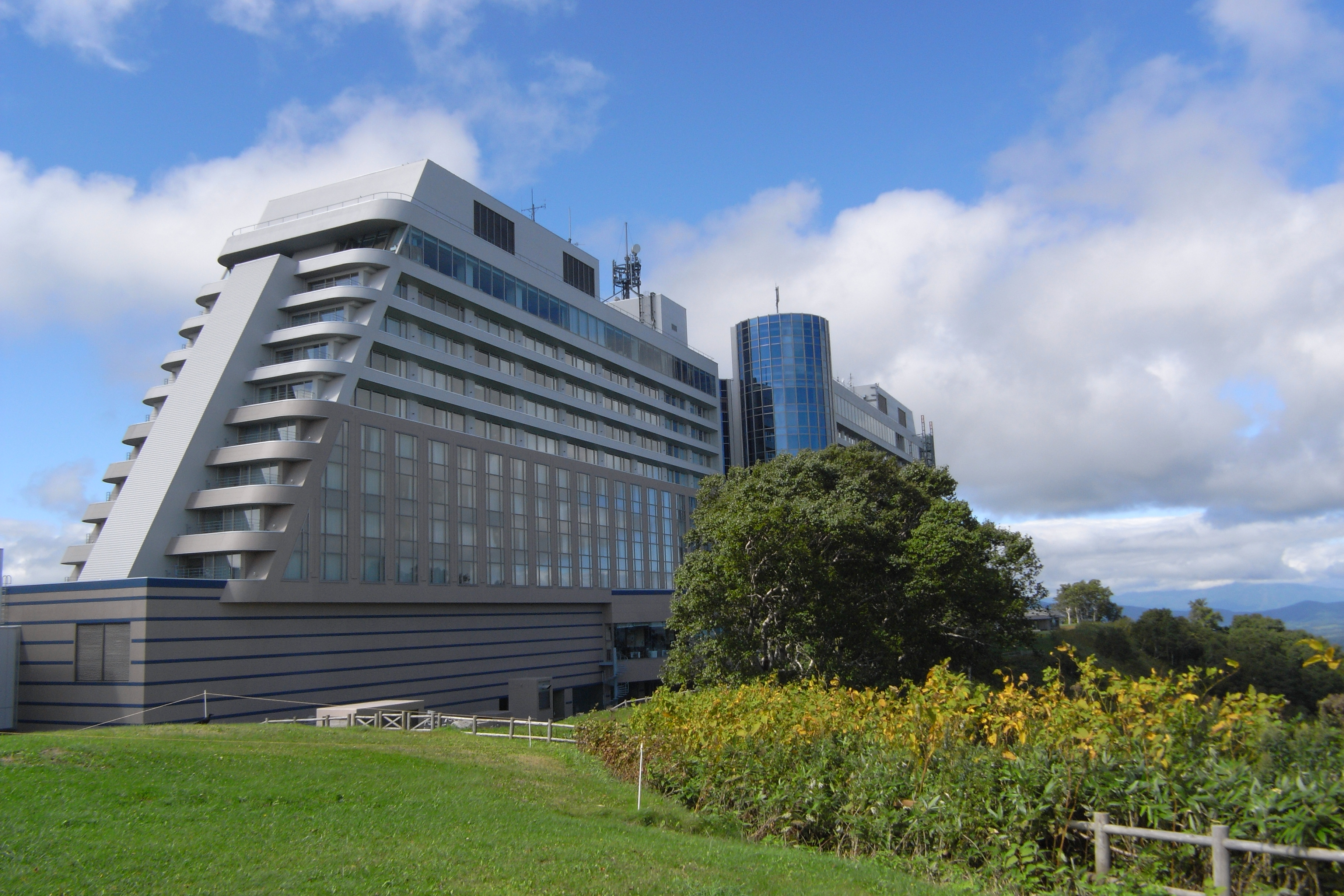
Tagungsort und Unterkunft Windsor-Hotel

Der G8-Gipfel in Tōyako 2008 war ein Treffen der Gruppe der Acht im japanischen Tōyako. Der insgesamt 34. G8-Gipfel fand vom 7. bis 9. Juli 2008 statt. Zum ersten Mal nahmen die seit dem vorigen Gipfel neu ernannten Staats- bzw. Regierungschefs Russlands, des Vereinigten Königreichs und des Gastgeberlands Japan teil, Dmitri Anatoljewitsch Medwedew, Gordon Brown und Yasuo Fukuda. US-Präsident George W. Bush wird vor dem nächsten G8-Gipfel sein Amt abgeben, er vertrat seine Nation damit zum letzten Mal. Der italienische Premierminister Silvio Berlusconi nahm nach mehrjähriger Unterbrechung wieder an einem G8-Gipfel teil.

## Teilnehmer

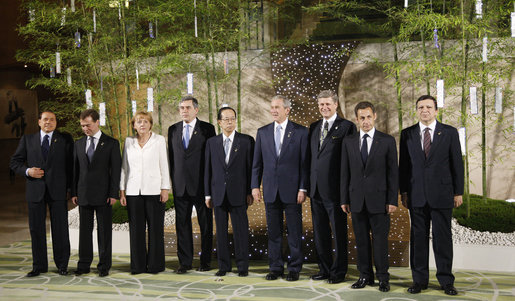
Gruppenfoto der G8 beim japanischen tanabata-Fest

| Kanada                 | Stephen Harper                 |
| Frankreich             | Nicolas Sarkozy                |
| Deutschland            | Angela Merkel                  |
| Italien                | Silvio Berlusconi              |
| Japan                  | Yasuo Fukuda                   |
| Russland               | Dmitri Anatoljewitsch Medwedew |
| Vereinigtes Königreich | Gordon Brown                   |
| Vereinigte Staaten     | George W. Bush                 |

### Eingeladene Beobachter
| Brasilien           | Luiz Inácio Lula da Silva |
| Indien              | Manmohan Singh            |
| Mexiko              | Felipe Calderón           |
| Volksrepublik China | Hu Jintao                 |
| Südafrika           | Thabo Mbeki               |

Internationale Organisationen
- AU

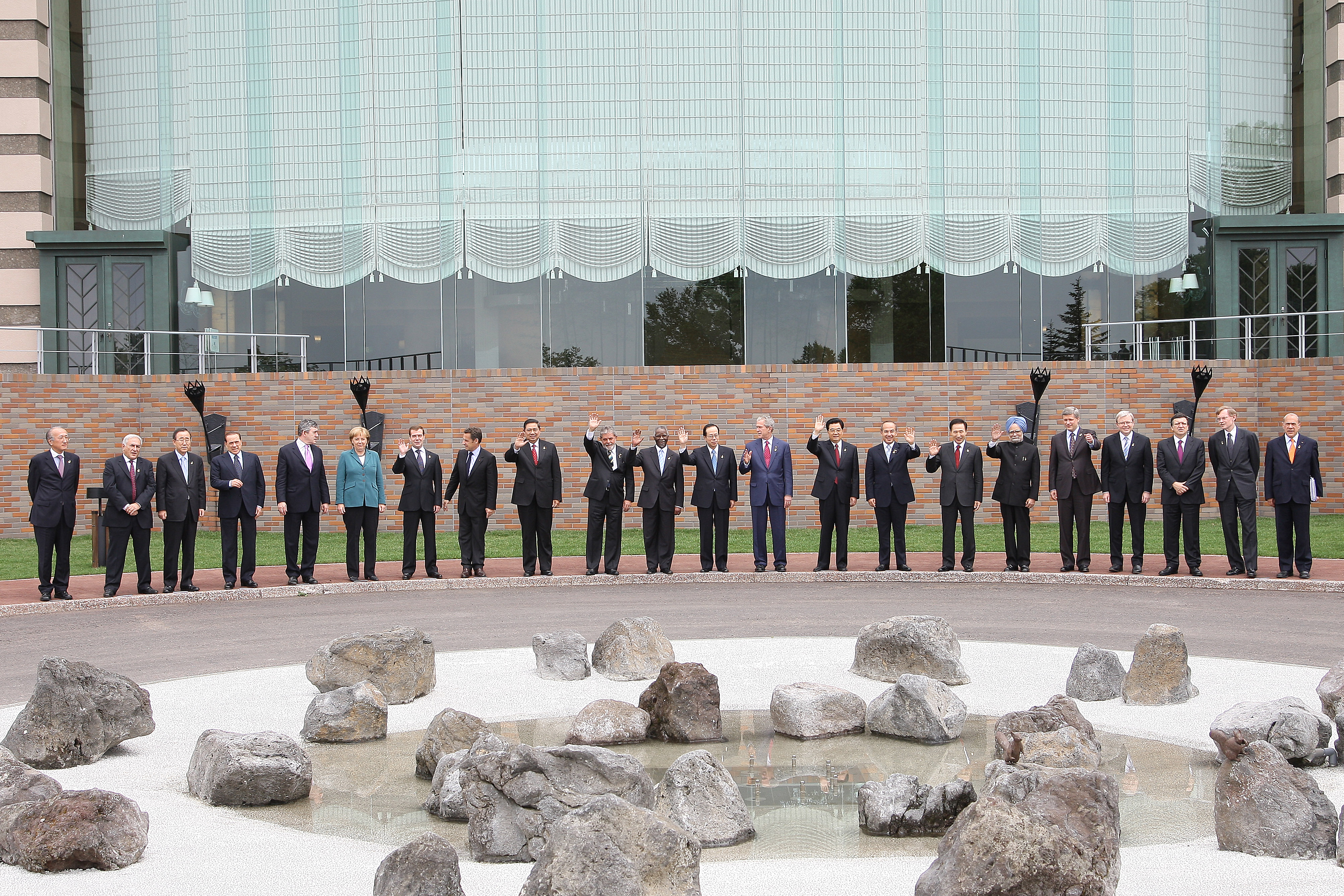
Gruppenfoto der G8+G5

- Gemeinschaft Unabhängiger Staaten
- Europäische Union
- Internationale Atomenergieorganisation
- Internationale Energieagentur
- UNO
- UNESCO
- Weltbank
- Weltgesundheitsorganisation
- Welthandelsorganisation

## Themen

### Afrika

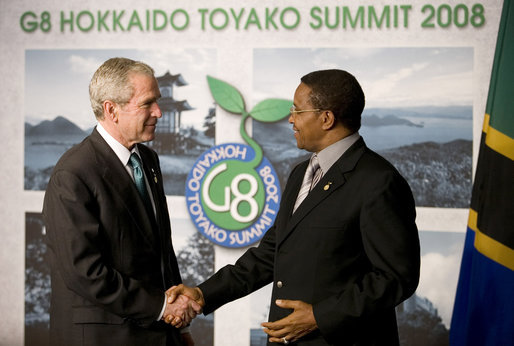
US-Präsident George W. Bush trifft Präsident Jakaya Kikwete von Tansania

Es wird erwartet, dass die Zukunft Afrikas eine wichtige Rolle in den Beratungen spielen wird. Bereits im April 2007 hatte die französische Presseagentur Agence France-Presse gemeldet, dass Gastgeber Fukuda im Gespräch mit dem damaligen italienischen Regierungschef Romano Prodi eine gemeinsame Afrikapolitik als dringendes Ziel der G8-Beratungen genannt hatte. Umso mehr wird dieses Thema in den Blickpunkt rücken, nachdem auf dem G8-Gipfel in Heiligendamm vom Vorjahr die Konzertierung von Hilfsmaßnahmen für den Kontinent und Verhandlung über die Entschuldung der Länder keinen Schwerpunkt gebildet hatten. Bereits im Vorfeld war auf den Bericht der Kommission für Afrika 2005 verwiesen worden, der nahelegte, die Afrikapolitik solle vielmehr Thema des 34. Gipfels 2008 sein. Passend dazu fand Ende Mai 2008 in Yokohama die 4. Internationale Tokioter Konferenz zur Afrikanischen Entwicklung (TICAD) statt. Die britische Denkfabrik Overseas Development Institute (ODI) erwartet gleichfalls, dass Japan seinen bereits im Jahr 2000 bei der 26. Runde der G8 in Okinawa gesetzten Fokus auf die Entwicklungsländer weiterverfolgen werde.

### Klimaveränderung und nachhaltige Energiequellen
Im Frühjahr 2007 kündigte Fukuda an, sein Kabinett werde den Entwurf einer Klimaschutzvereinbarung erarbeiten, die auch die Unterstützung Chinas und der USA finden werde. Der Post-Kyoto-Prozess werde voraussichtlich Gegenstand der Beratungen sein. Dazu gehört die Konkretisierung der bei der UN-Klimakonferenz auf Bali eingegangenen Selbstverpflichtungen. In der Abschlusserklärung sprechen die Gipfelteilnehmer von der gemeinsamen Vision, den Ausstoß von Treibhausgasen bis 2050 um 50 Prozent zu reduzieren. In Heiligendamm war diese Absicht nur „ernsthaft in Betracht [gezogen]“ worden. Außerdem wird betont, wie wichtig der Beitrag der Schwellenländer zur Erreichung dieses Ziels sei. Dazu fand am letzten Tag des Gipfels ein Treffen der G8 mit den Outreach-Staaten sowie Australien und Indonesien statt. Thema dieses Treffen war die Energiesicherheit und der Klimawandel.
In diesem Zusammenhang will die japanische Regierung die Nutzung der Kernenergie zur Reduktion der Treibhausgasemissionen fördern und beim G8-Gipfel gemeinsame Richtlinien für die Sicherheit von Kernkraftwerken verabschieden.

### Weltwirtschaft
Ein weiteres zentrales Thema des Gipfels war die Entwicklung der Weltwirtschaft vor dem Hintergrund der Finanz- und Immobilienkrise. Die Erklärung zur Weltwirtschaft zeichnet dennoch einen optimistischen Ausblick auf die zukünftige Entwicklung. Den steigenden Rohstoff- und Nahrungsmittelpreisen sei am besten durch offene und transparente Märkte zu begegnen.
Ein Schwerpunkt lag auf dem Schutz des geistigen Eigentums. Der im Mai 2008 an die Öffentlichkeit gelangte Entwurf des geplanten Anti-Counterfeiting Trade Agreement (ACTA), das eine strenge Verfolgung von Urheberrechtsverletzungen vorsieht, wurde im Vorfeld von NGOs scharf kritisiert. Die Gipfelteilnehmer erklärten ihre Absicht, das Abkommen bis zum Ende des Jahres 2008 zu unterzeichnen.

### Sicherheitspolitik
Auf der Tagesordnung standen auch die Bekämpfung des Terrorismus und die Erschwerung der Proliferation von nuklearen Waffentechnologien. Im Hinblick auf Nordkorea wurde das Streben nach einer diplomatischen Lösung im Rahmen der Sechs-Parteien-Gespräche bekräftigt, in denen auch die für die japanische Regierung besonders wichtige Frage der entführten japanischen Staatsbürger eingeschlossen werden solle. Der Iran wurde von den Teilnehmern aufgefordert, sein Urananreicherungsprogramm gemäß den Resolutionen des VN-Sicherheitsrates einzustellen und voll mit der Internationalen Atomenergieorganisation zu kooperieren.

## Proteste

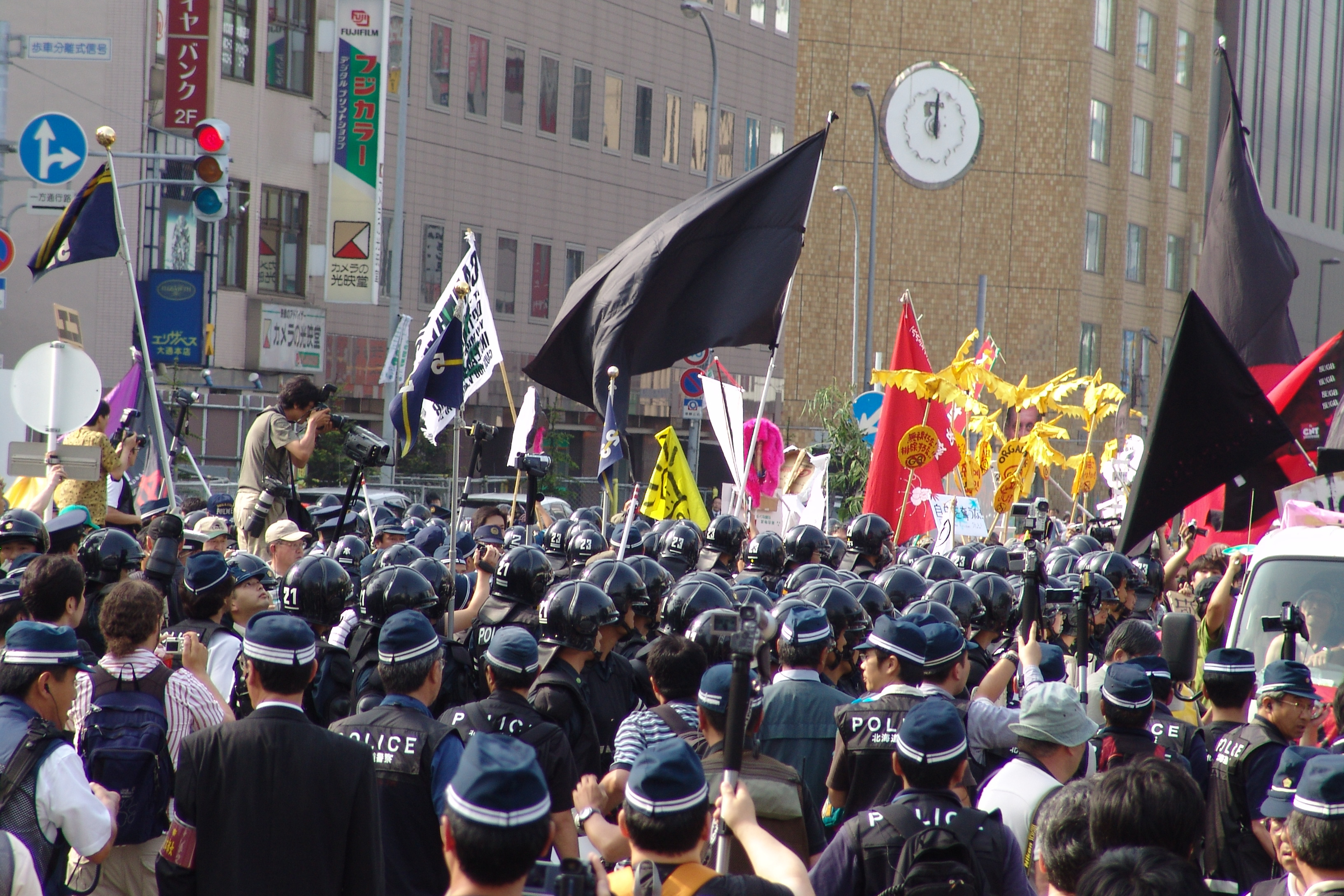
Proteste in Japan

Ebenso wie bei den vorigen G8-Gipfeln wurden auch auf Hokkaidō zehntausende Demonstranten erwartet, 20.000 Polizisten sollen im Einsatz gewesen sein. Laut einem Indymedia-Beitrag wurden mehr als 40 Aktivisten aus dem Gewerkschafts-Umfeld festgenommen. Am 29. Juni fanden erste Demonstrationen mit mehr als tausend Teilnehmern in Tokio statt.